# 星井麻紀
星井 麻紀（ほしい まき）は、日本のジャーナリスト。朝日新聞横浜支局。

## 略歴
- 1993年朝日新聞社入社。長崎支局、広島支局、福岡本部報道センター、外報部、モスクワ支局を経て、現在は、横浜支局に勤務。東京外国語大学卒。

## 参照
- aサロン＿特派員　世界を走る＿宇宙の町はソ連の香り（モスクワ発）
- aサロン＿特派員　世界を走る＿我が家を「直撃」したグルジア紛争（モスクワ発）

## 関連事項
- 朝日新聞
- 朝日新聞社

| スタブアイコン | サブスタブ | この項目は、まだ閲覧者の調べものの参照としては役立たない、人物に関連した書きかけの項目です。この項目を加筆・訂正などしてくださる協力者を求めています（P:人物伝/PJ:人物伝）。 |